# Nachal Barkan
Nachal Barkan (hebrejsky: נחל ברקן, arabsky: Vádí Nughl) je vádí v severním Izraeli, ve vysočině Ramat Menaše a v pobřežní nížině.
Začíná v nadmořské výšce přes 300 metrů nad mořem, na jižním okraji vysočiny Ramat Menaše, severně od města Umm al-Fachm, které je součástí regionu vádí Ara. Odtud vádí směřuje k západu převážně odlesněnou kopcovitou krajinou, přičemž zvolna klesá. Prochází vesnicí Mu'avija (od roku 1995 začleněnou do města Basma), za kterou přijímá zleva vádí Nachal Panter a Nachal Gozlan. Ze severu potom míjí město Kafr Kara. Z jihu míjí pahorek Tel Eran a vesnici Kfar Glikson a vstupuje do rovinaté krajiny údolí Bik'at ha-Nadiv, které je výběžkem pobřežní nížiny. Zde do něj zleva ústí vádí Nachal Mišmarot, severně od vesnice Mišmarot. U pahorku Tel Duda'im, jižně od města Binjamina, pak vádí ústí zleva do toku Nachal Ada.